# Underwood (Queensland)
Underwood è un sobborgo di Brisbane, Queensland, Australia. Si trova a 21 km da Brisbane. Ha una popolazione di 6.341 abitanti.